# Albrecht Kossel
Ludwig Karl Martin Leonhard Albrecht Kossel (født 16. september 1853 i Rostock, død 5. juli 1927 i Heidelberg) var en tysk læge og Nobelprismodtager. I 1910 modtog han Nobelprisen i fysiologi eller medicin for sin cellebiologiske forskning.